# Frank Hall (Sportschütze)
Frank Hall (* 8. Juli 1865 in Woodside; † 31. Juli 1939 in New York City) war ein US-amerikanischer Sportschütze.

## Erfolge
Frank Hall, der Mitglied im New York Athletic Club war, nahm an den Olympischen Spielen 1912 in Stockholm im Trap teil. Im Mannschaftswettbewerb belegte er mit der US-amerikanischen Mannschaft vor Großbritannien und Deutschland den ersten Platz. Mit insgesamt 532 Punkten und damit 21 Punkten Vorsprung hatten sich die Amerikaner, deren Team neben Hall noch aus Charles Billings, James Graham, Edward Gleason, Ralph Spotts und John Hendrickson bestand, die Goldmedaille gesichert. Hall war mit 86 Punkten der fünftbeste Schütze der Mannschaft. In der Einzelkonkurrenz belegte er mit 86 Punkten den 15. Platz.